# Abuela Pato
Elvira "Abuela" Pato ("Grandma Duck" en inglés, apellido de soltera Coot) es un personaje del universo del Pato Donald & Scrooge McPato. Apareció por primera vez en una historia de Bob Karp en las tiras cómicas Donald Duck en 1943.

## Descripción
Es la abuela paterna de Donald, y la matriarca de la familia Pato. Vive en una granja en las afueras de Duckburg junto a sus animales y Gus Goose, nieto de su hermano Casey, y que fue contratado por la Abuela para que le eche una mano en la granja. Estuvo casada con Humperdink Pato, con quien tuvo a sus tres hijos, Quackmore (padre de Donald), Daphne (madre de Gladstone Gander) y Eider (padre de Fethry).

## Apariciones

### Series de cómics
- Walt Disney's Comics & Stories - (Boom! Studios) (1940)
- Walt Disney's Christmas Parade - (Dell) (1949)
- Walt Disney's Vacation Parade - (Dell) (1950)
- Walt Disney's Donald Duck - (Boom! Studios) (1952)
- Walt Disney's Mickey Mouse - (Boom! Studios) (1952)
- Walt Disney's Uncle Scrooge - (Boom! Studios) (1953)
- Donald Duck Beach Party - (Dell) (1954)
- Picnic Party - (Dell) (1955)
- Ludwig Von Drake - (Dell) (1961)
- Donald Duck Album - (Gold Key) (1963)
- Beagle Boys - (Gold Key) (1964)
- Super Goof - (Gold Key) (1965)
- Huey, Dewey and Louie Junior Woodchucks - (Gold Key) (1966)
- Chip 'n' Dale - (Gold Key) (1967)
- Moby Duck - (Gold Key) (1967)
- Walt Disney Comics Digest - (Gold Key) (1968)
- Daisy and Donald - (Gold Key) (1973)
- Wise Grandma Duck (Advance Publishers) (1986)
- Uncle Scrooge Adventures - (Gladstone) (1987)
- Donald Duck Adventures - (Gladstone) (1987)
- Mickey and Donald - (Gladstone) (1988)
- Walt Disney's Goofy Adventures - (Disney) (1990)
- Walt Disney's Holiday Parade - (Disney) (1990)
- Darkwing Duck: Dangerous Currency - (Boom! Studios) (2011)

### Películas
- Mickey's Christmas Carol (1983, Cameo)
- Sportgoofy en Soccermania (1987, Cameo; Especial de televisión)

### Series de televisión
- The Wonderful World of Color (1960)
- Patoaventuras (1987)

### Atracciones
- Donald's 50th Birthday Parade (1984)

### Videojuegos
- Mickey Mouse: Magic Wands! (1993)
- Mickey no Tokyo Disneyland Daibōken (1994)
- Donald Duck no Mahô no Bôshi (1995)
- Pop 'n Music GB: Disney Tunes (2000)